# Vallata dello Stilaro

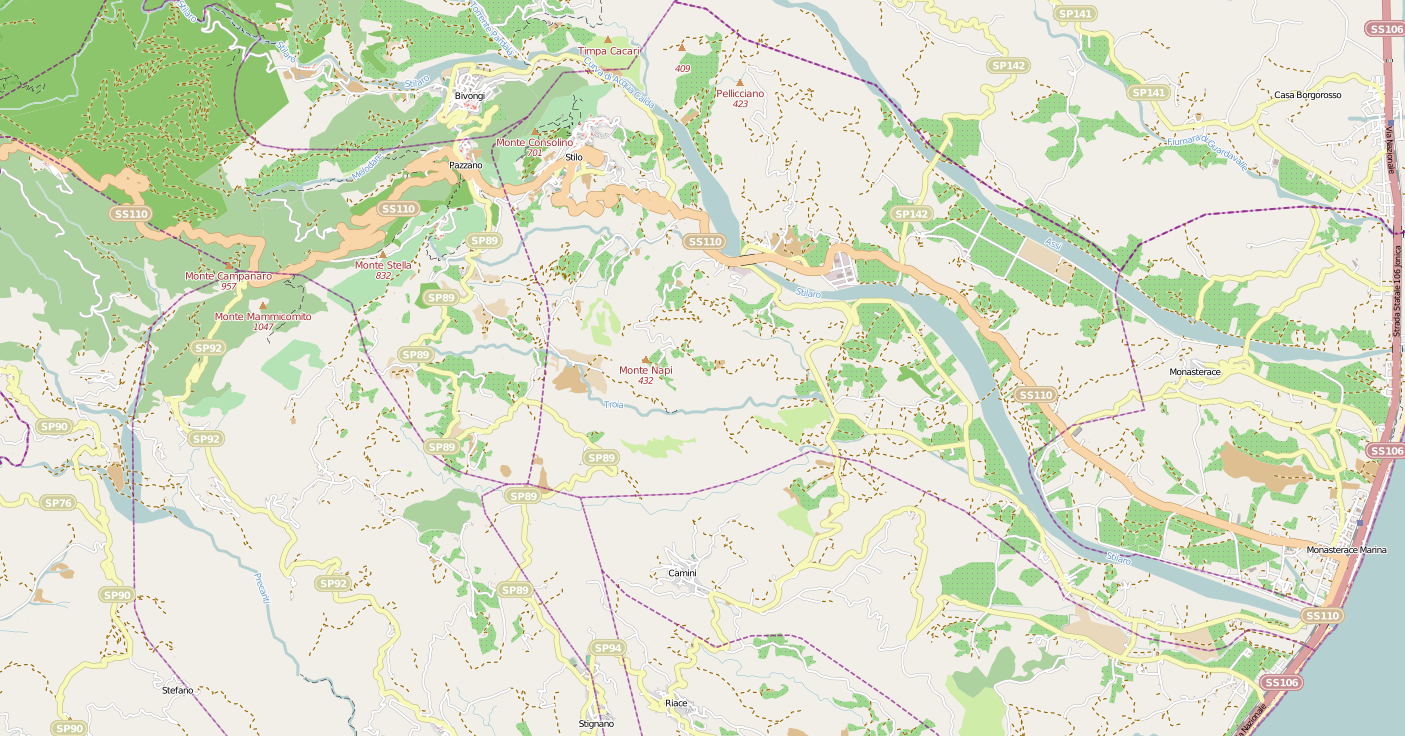
Vallata dello Stilaro, Open Street Map

Vallata dello Stilaro ist ein Tal in der Metropolitanstadt Reggio Calabria in Kalabrien. Namensgebend ist der Fluss Stilaro. Im Tal liegen die Gemeinden Bivongi, Monasterace, Pazzano und Stilo.

## Die Gemeinden
Die folgende Tabelle zeigt die Bevölkerung und Fläche der vier Gemeinden.
| Gemeinde    | Einwohner | Fläche   |
| Bivongi     | 1440      | 25,3 km² |
| Monasterace | 3541      | 15,0 km² |
| Pazzano     | 0681      | 15,0 km² |
| Stilo       | 2739      | 78,5 km² |

## Geschichte

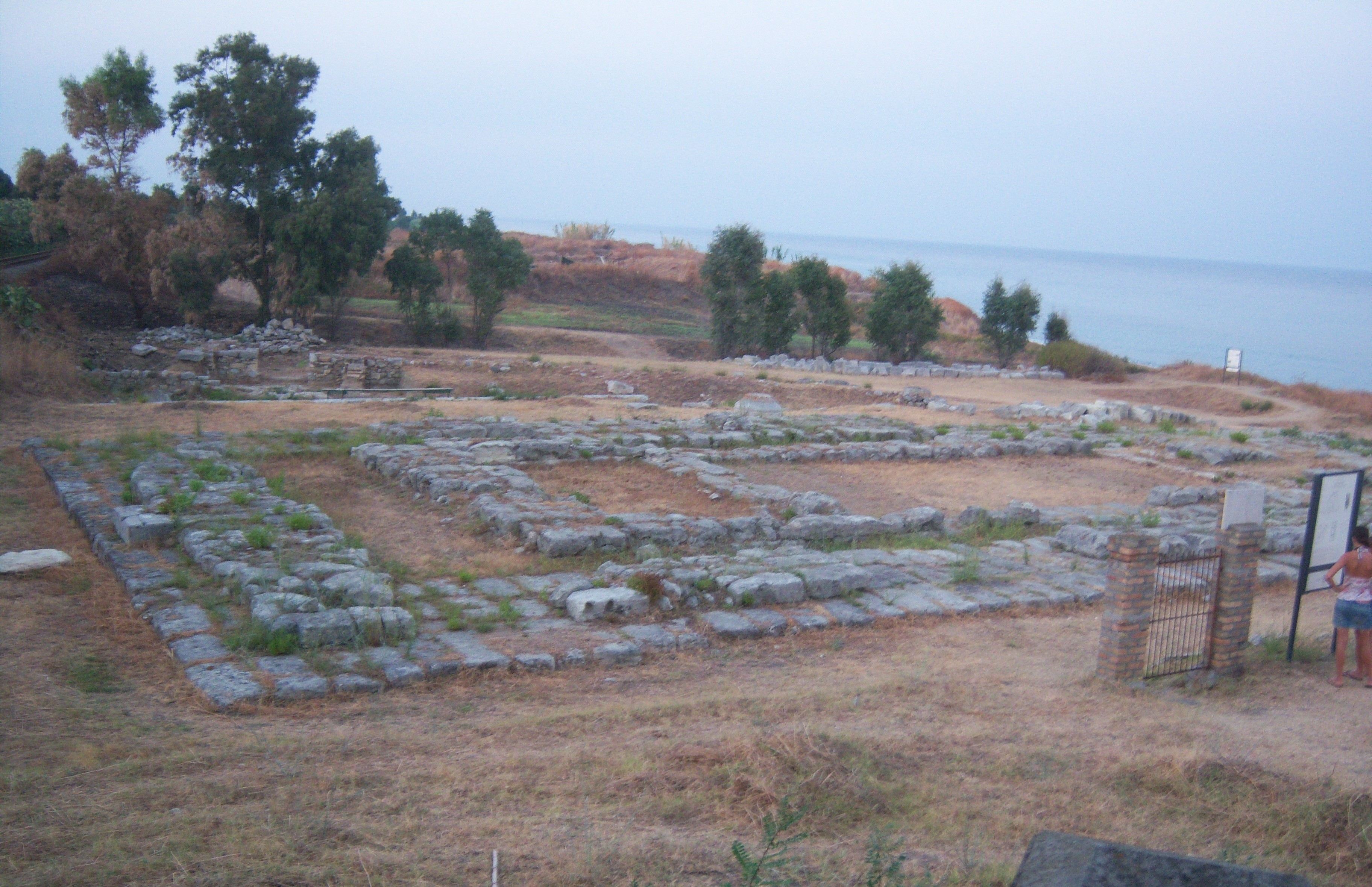
Archäologische Überreste Kaulon

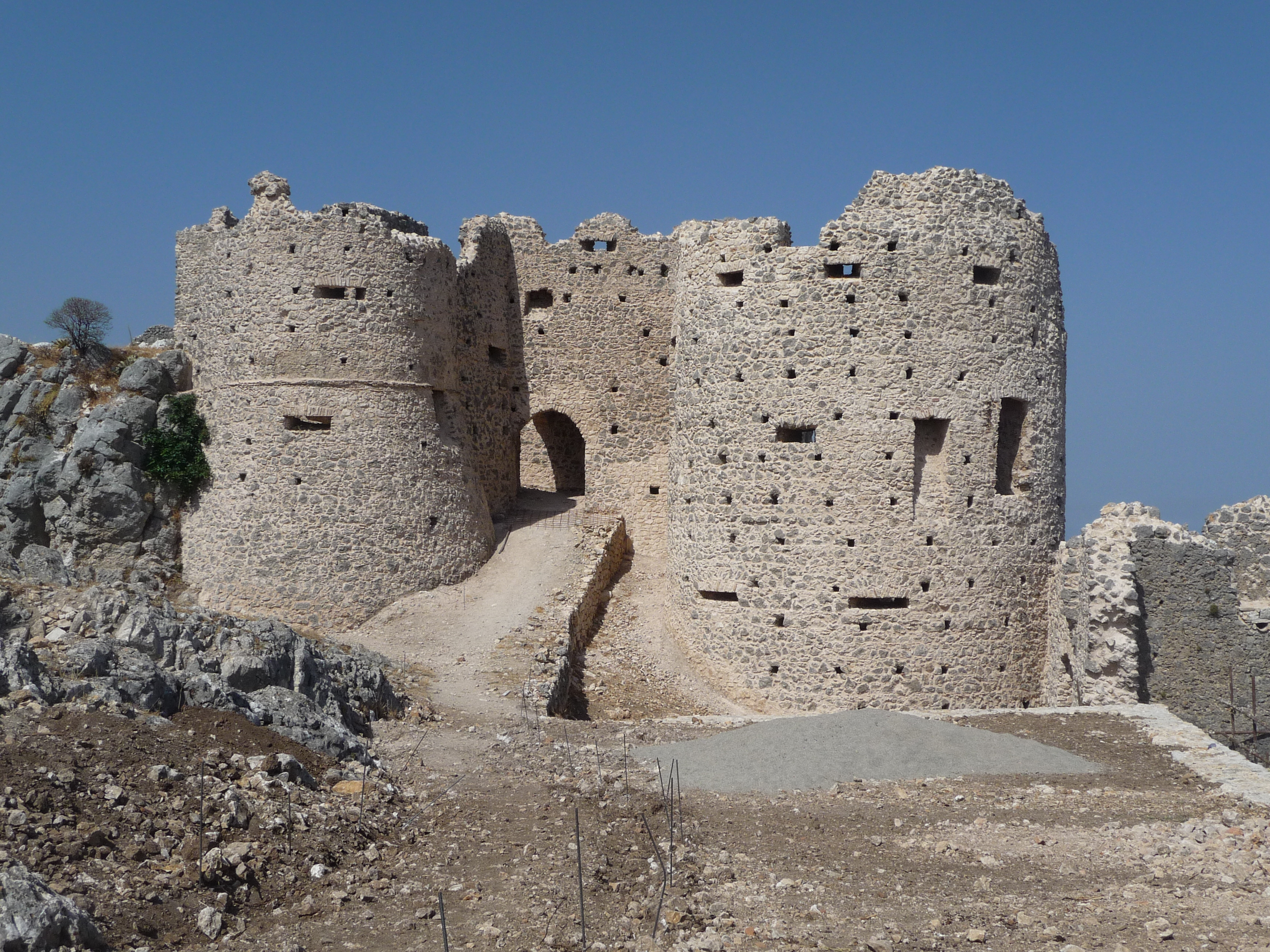
Normannen-Schloss von Roger II.

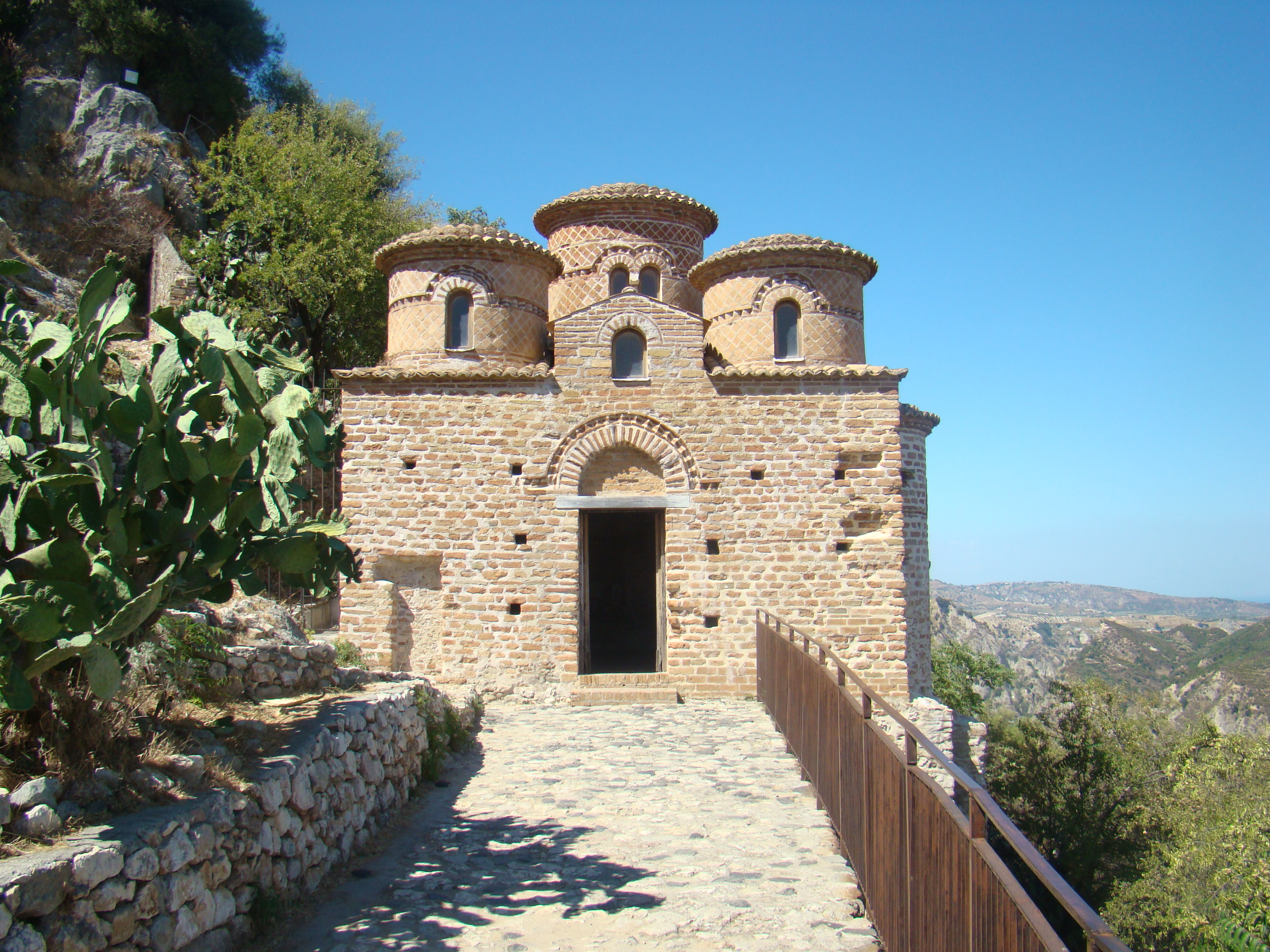
Byzantinische Kirche in Stilo (12. Jahrhundert)

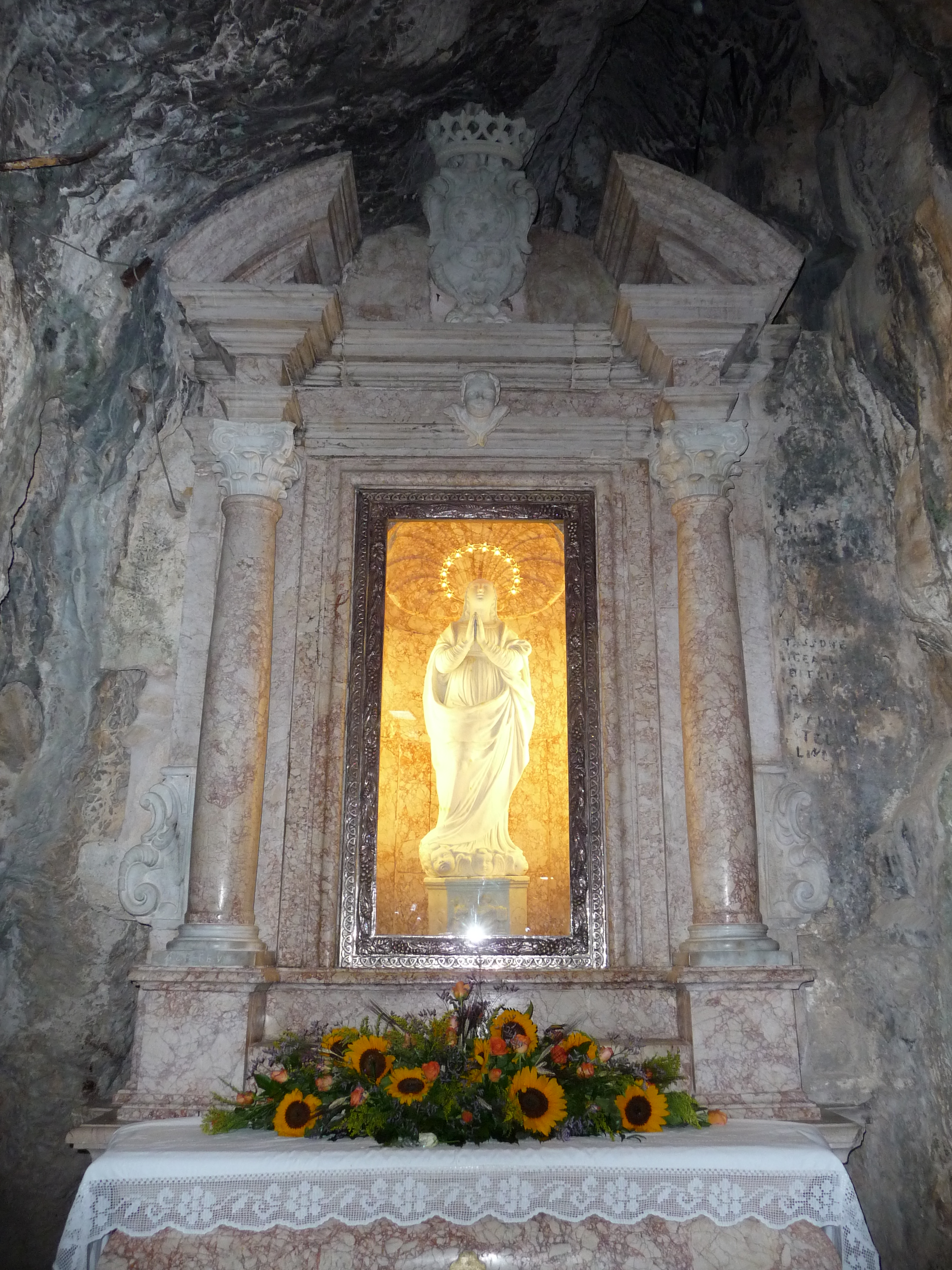
Madonna della Stella

Die frühesten Zeugnisse menschlicher Besiedelung stammen aus dem achten Jahrhundert vor Christus, als Griechen nahe der Mündung des Assi die Stadt Kaulon gründeten, die Schätzungen zufolge bis zu 10.000 Einwohner hatte. Aus dem hier geförderten Silber wurden Münzen – sogenannte Stater – geprägt. In der Mitte des vierten vorchristlichen Jahrhunderts war der Stilaro, der damals Elleporo hieß, Schauplatz einer Schlacht zwischen dem Tyrannen Dionysios I. von Syrakus und dem Italiotischen Bund, die dieser Zusammenschluss einiger Städte der Magna Graecia verlor.
Im 10. Jahrhundert gab es unter der Herrschaft des byzantinischen Reichs wirtschaftlichen Aufschwung und Bevölkerungswachstum. Es entstanden zahlreiche kleine Siedlungen, sogenannte casali, mit vielen Klöstern, Kirchen und Einsiedlerklausen, die von den griechischen Mönchen des Heiligen Basilius gegründet wurden. In dieser Zeit erlangte der Ort Stilo eine immer größere Bedeutung.
Am 15. Juli 982 fand eine Schlacht zwischen Otto II. und einer byzantinisch-arabischen Allianz statt, bei der Kaiser Otto besiegt wurde.
Im 11. Jahrhundert wurde Stilo normannischer Besitz. Aus dieser Zeit stammen die erste Erwähnung einer Normannenburg in Stilo und auch erste Dokumente über den Abbau von Mineralien.

## Wirtschaft
Die Geschichte der Region ist eng mit der Gewinnung von Eisenerz verbunden. In der Antike wurde auch Silber gewonnen. Der Complesso siderurgico dell’Assi im 18. und das Stahlwerk von Mongiana im 19. Jahrhundert waren bedeutende Standorte der Eisen- und Stahlindustrie. Im 18. Jahrhundert wurde in Pazzano eine Waffenfabrik und in Stilo ein Hochofen errichtet. 1875 wurden zwei kurze Bahnstrecken und eine Seilbahn gebaut, um die Mineralien an die Küste zu transportieren, wo in Monasterace ein kleiner Hafen zur Verschiffung bereitstand.
Heute ist die Wirtschaft hauptsächlich landwirtschaftlich orientiert: Es gibt eine starke Produktion von Olivenöl und dem Anbau von Obst. In Bivongi werden auch DOC-Weine produziert. Außerdem wird im Tal Stilaro-Allaro Schafzucht betrieben und der Käse Pecorino hergestellt sowie Honig produziert.

## Verkehr
Das Tal wird hauptsächlich durch zwei Straßen erschlossen: durch die Strada Statale 106, Teilstück der Europastraße 90, die an der Küste des Ionischen Meeres entlang durch Monasterace Marina verläuft, und durch die SS 110, die Monasterace Marina mit Stilo und Pazzano verbindet und weiter durch die kalabrischen Berge zum Tyrrhenischen Meer im Westen Kalabriens führt. Ein weiterer Verkehrsweg ist die Ionische Bahn von Catanzaro Lido nach Reggio Calabria, deren Regionalzüge auch am Bahnhof in Monasterace Marina halten.